# Berijew Be-10
Die Berijew Be-10 (russisch Бериев Бе-10, NATO-Code Mallow, deutsch Malve) ist ein Flugboot des sowjetischen Herstellers Berijew. Die Maschine ist eine Weiterentwicklung der Berijew R-1. Primärer Einsatzzweck war die Seeaufklärung und Schiffsbekämpfung. Der Erstflug fand am 20. Juni 1956 statt.

## Entwicklung
Der ganz aus Metall gefertigte Schulterdecker wird von zwei Strahltriebwerken angetrieben, die an beiden Seiten des Rumpfes unter der Flügelwurzel angeordnet sind. An den Enden der mit einer ausgeprägt negativen V-Stellung versehenen Tragflächen sind Stützschwimmer montiert. Die Tragflächen selbst sind um 50° gepfeilt und mit je zwei Grenzschichtzäunen versehen. Um die Gefahr des Einsaugens von Wasser in die Triebwerke zu minimieren, befinden sich am vorderen Rumpfteil Gischtabweiser. Der Bootsrumpf besitzt eine Stufe und verfügt zum Manövrieren auf dem Wasser über ein kleines Ruder im Heck.
Die Flugtests der Maschine mit insgesamt 76 Flügen dauerten bis zum 20. Oktober 1958. Die ursprüngliche Ausführung zeigte einige Schwächen bei der Seetauglichkeit und musste modifiziert werden. Die geänderte Version war in der Lage, bis zu einer Wellenhöhe von 1,2 m bei einer Windgeschwindigkeit bis zu 16 m/s problemlos auf dem Wasser zu starten und zu landen. Es wurde dann eine kleine Serienproduktion begonnen, in der 27 Maschinen hergestellt wurden. Aber auch diese Maschinen erwiesen sich als schwierig zu fliegen und es gab mehrere Unfälle. Der Typ wurde bei der Luftfahrtparade vom 9. Juli 1961 in Tuschino erstmals der Öffentlichkeit vorgeführt. Wegen der besseren Reichweitenleistung der Berijew Be-12 wurde dieser jedoch letztlich der Vorzug gegeben. Am 7. August 1961 erreichte eine Maschine des Typs mit der Besatzung von Nikolai Andrijewski einen neuen Geschwindigkeitsweltrekord in ihrer Klasse mit 912,00 km/h. Neben vier weiteren Geschwindigkeits-Nutzlast-Rekorden wurden vom 3. bis zum 12. September 1961 von einer dreiköpfigen Besatzung unter Georgi Burjanow auch sieben Gipfelhöhenweltrekorde mit und ohne Nutzlast erflogen, deren größte Flughöhe bei 14.962 m lag. Die meisten dieser Rekorde bestehen noch heute. Die Maschinen wurden wegen Problemen mit der Festigkeit bereits 1968 stillgelegt.
Die Bewaffnung bestand aus zwei Kanonen in einem radargesteuerten Heckturm und zwei weiteren Kanonen, die starr in der Rumpfnase eingebaut waren. Als Abwurfbewaffnung waren Anti-U-Boot-Waffen als Außenlast vorgesehen.

## Technische Daten
| Kenngröße                      | Daten                                                   |
| ------------------------------ | ------------------------------------------------------- |
| Besatzung                      | 3                                                       |
| Spannweite                     | 22,30 m                                                 |
| Länge                          | 31,10 m                                                 |
| Flügelfläche                   | 111,8 m²                                                |
| Höchstgeschwindigkeit          | 911 km/h                                                |
| Reisegeschwindigkeit           | 800 km/h                                                |
| absolute Gipfelhöhe            | 14.962 m                                                |
| Dienstgipfelhöhe               | 12.500 m                                                |
| Reichweite                     | 4.800 km                                                |
| Reichweite mit voller Zuladung | 2.100 km                                                |
| Leermasse                      | 24.100 kg                                               |
| Startmasse                     | max. 46.500 kg                                          |
| Antrieb                        | zwei Strahltriebwerke Ljulka AL-7PB zu je 63,8 kN Schub |
| Bewaffnung                     | vier 23-mm-Kanonen NS-23 und 2000 kg Abwurfbewaffnung   |